# Chiesa dei Cappuccini (Barcellona Pozzo di Gotto)
La chiesa di San Francesco d'Assisi sotto il titolo dell'Immacolata Concezione sorge nell'antica Pozzo di Gotto, quartiere di Marsalini o Massalini, nel comune di Barcellona Pozzo di Gotto. Appartenente all'arcidiocesi di Messina-Lipari-Santa Lucia del Mela, arcipretura di barcellona pozzo di gotto sotto il patrocinio di san sebastiano, giurisdizione parrocchiale del duomo di Santa Maria Assunta.

## Storia

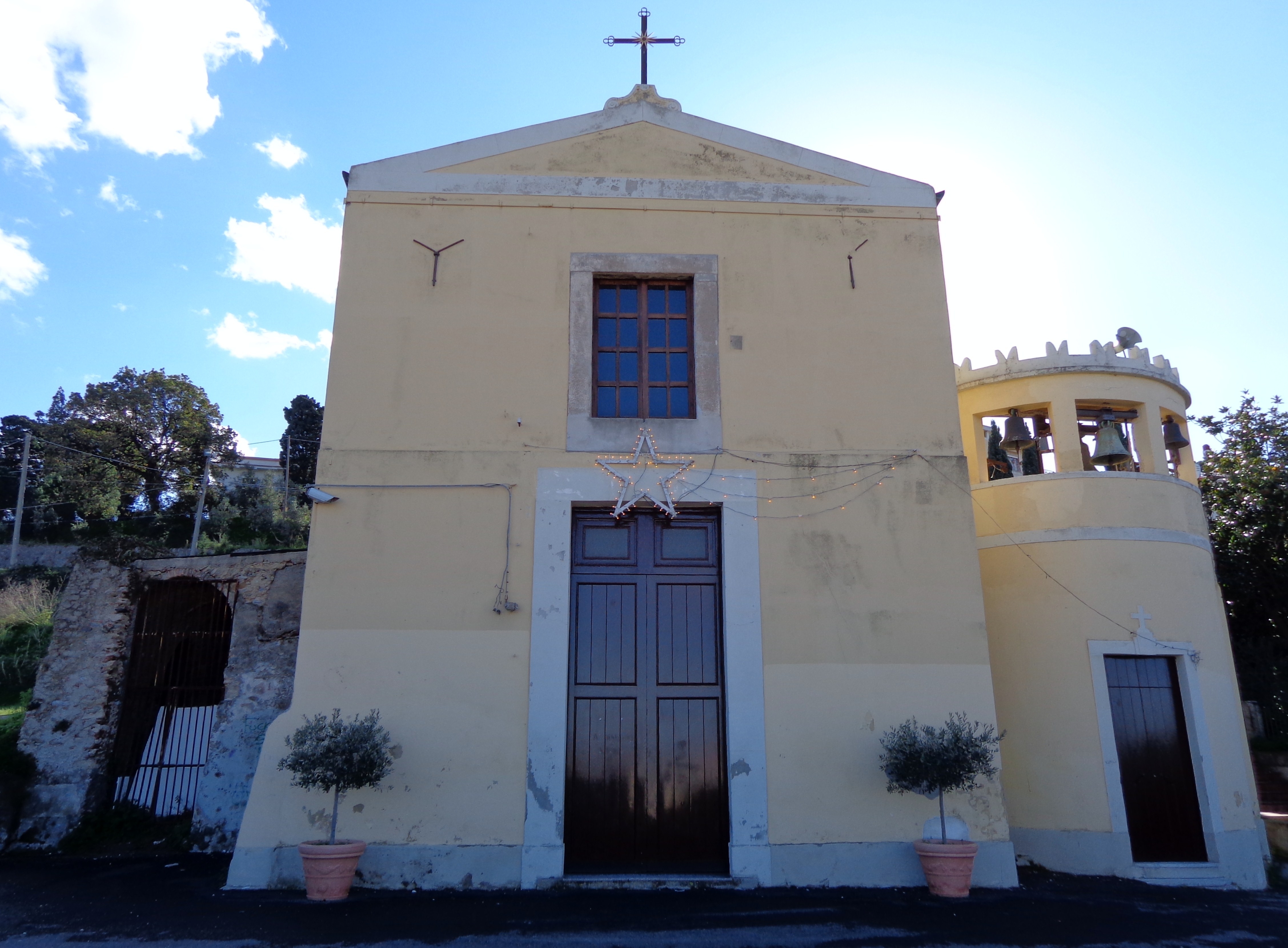
Chiesa dei Cappuccini. Prospetto.

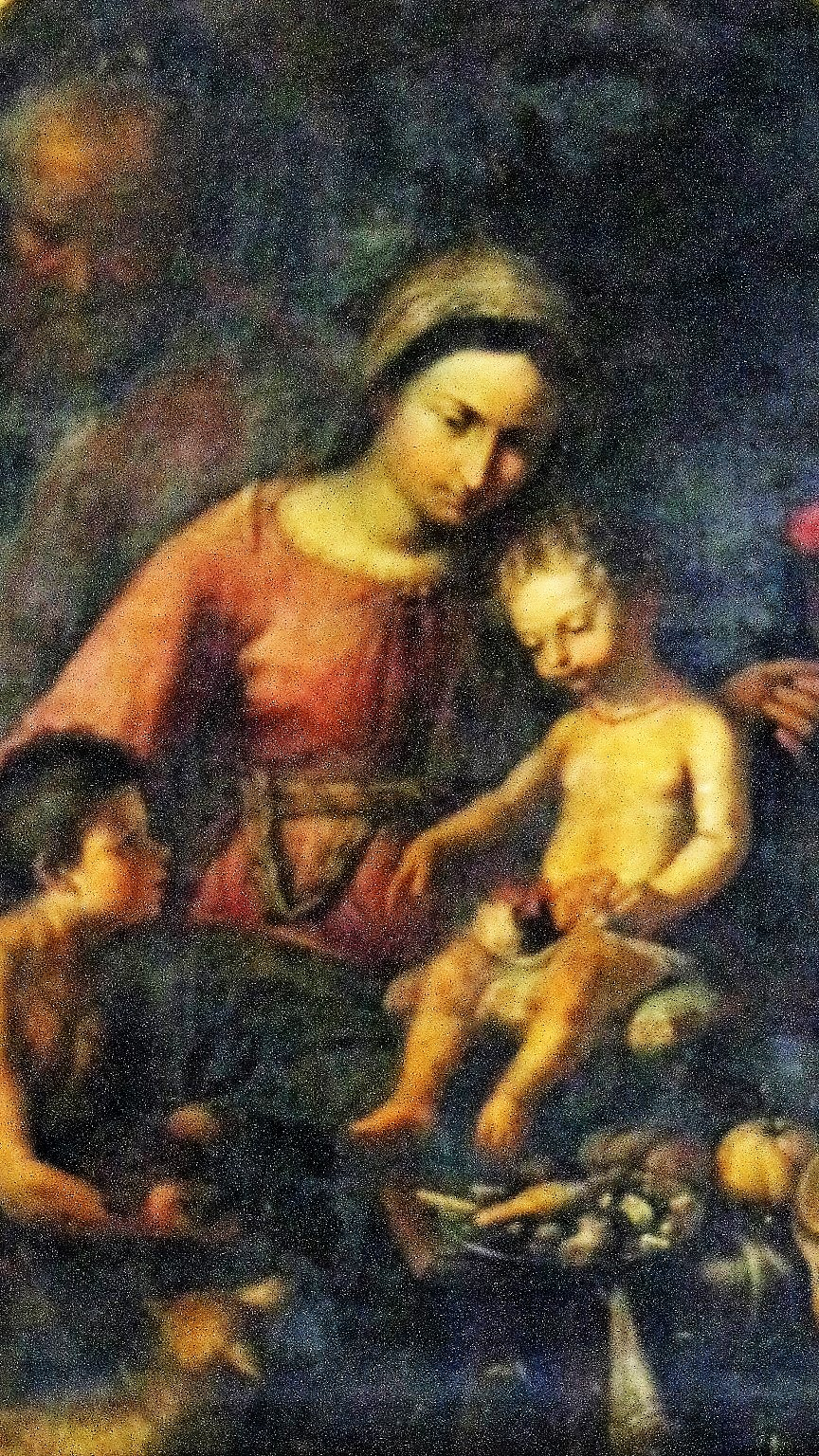
Madonna delle Rose o
Madonna dei Garofani, dettaglio.

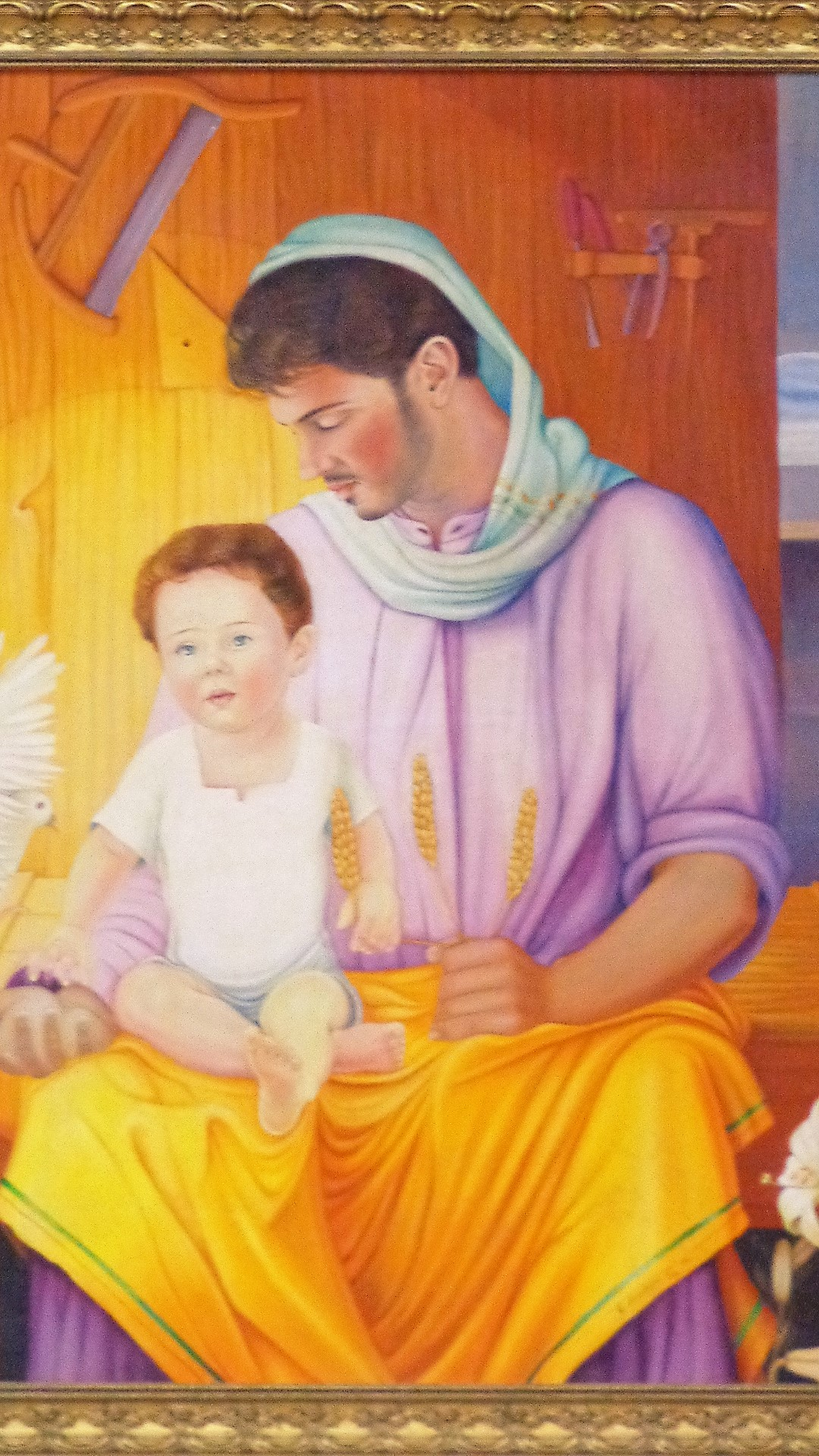
San Giuseppe e il Bambino, dettaglio.

Il convento dell'Ordine dei frati minori Cappuccini e l'annessa chiesa di Pozzo di Gotto risalgono al 1623, edificato da Frà Giacomo della Rocca sotto la direzione del Predicatore Fratello Paulo da Catania, Frate Illuminato da Messina, sotto il governatorato del ministro generale dell'Ordine serafico cappuccino M. R. P. Clemente da Noto come risulta dall'atto del notaio Giacomo Lamberto del 12 maggio 1623. Apertura al culto 1626.
Il convento dopo la soppressione degli ordini religiosi del 1866 è adibito a carcere per essere infine demolito nel 1984.

## Interno

### Parete destra
- Edicola: la parete presenta San Francesco riceve le stimmate, dipinto ad olio su tela di Domenico Guargena del XVII secolo.
- Dipinto: Madonna delle Rose o Madonna dei Garofani, opera attribuibile ad Alonso Rodriguez o Domenico Guargena.
- Nicchia: La Caduta, vara con statua lignea di Giuseppe Fiorello del 1911. Carro statuario dei riti processionali del Venerdì Santo. L'opera raffigura una delle numerose cadute avvenute durante la Salita al Calvario, alcune fonti ne enumerano sette. La figura solitaria del Gesù richiama il soggetto principale del quadro Spasimo di Sicilia di Raffaello Sanzio, dipinto legato alle vicende del monastero olivetano di Santa Maria dello Spasimo, oggi custodito nel Museo del Prado di Madrid. Primo Premio e medaglia d'oro alla Esposizione nazionale di Roma del 1911 per l'intensità espressiva del volto del Cristo e per la commovente e drammatica esposizione scenica dell'evento. Ai vertici del basamento sono presenti angeli alati che reggono in mano tutti gli Strumenti della Passione.
- Cappella: spazio occupato da organo e coro.
- Altare dell'Immacolata Concezione: nella nicchia è collocata la statua dell'Immacolata Concezione.

### Parete sinistra
- Edicola: la parete presenta il Salvatore Bambino raffigurato con le Santa Rosa da Viterbo e Santa Chiara d'Assisi, dipinto ad olio su muro di Domenico Guargena del XVII secolo.
- Dipinto: San Giuseppe e il Bambino, opera di fattura contemporanea.
- Altare ligneo: manufatto recante al centro del timpano spezzato con tela intermedia raffigurante il Padre Eterno benedicente. Nell'edicola è collocata la Madonna e San Felice, olio su tela di Domenico Guargena o frate Feliciano da Messina detto il Raffaello dei Cappuccini del 1666. Una teca sulla mensa contiene la raffigurazione della Beata Vergine Maria Bambina.
- Altare ligneo: manufatto recante al centro del timpano spezzato con tela intermedia raffigurante i Simboli dell'Ordine. Nell'edicola è collocata La Porziuncola o Perdono di Assisi, olio su tela, attribuito a Jacopo Imperatrice o frate Umile da Messina del XVII secolo.
- Altare di San Francesco d'Assisi: Nella nicchia fra colonne e apparato ligneo, è collocata la statua San Francesco d'Assisi.
- Vergine con Santi e San Giovannino.

### Presbiterio
- XVII secolo, Altare con ciborio, in legno intagliato e dipinto attribuito a scultori dell'ordine cappuccino di Castelbuono Francesco Li Volsi della famiglia d'artisti dei Li Volsi e Domenico Diolosà. Recenti studi attribuiscono l'opera a Macario da Nicosia. Nella tribuna trilobata in stile gotico e collocato il gruppo scultoreo raffigurante la Madonna del Rosario. Al centro del timpano spezzato con tela intermedia raffigurante il Padre Eterno benedicente sormontata da croce apicale.

Il ciborio presenta colonne tortili e due belle statuette che arricchiscono il primo ordine. Il secondo livello è caratterizzato da cariatidi e un teatrino centrale con di un carro raffigurazione allegorica della Vittoria della Fede sull'Eresia. Una cupola poligonale con fregi, intarsi e sormontata da croce conclude il manufatto.

## Convento
- Convento dell'Ordine dei Frati Minori Cappuccini[1] sotto il titolo dell'«Immacolata Concezione», non più esistente.
- 1860 luglio, Trasformazione in fucina per la confezione di cartucce e in seguito fu riconvertito in ospedale per la cura dei feriti della battaglia di Milazzo.
- 1866, Dopo la confisca in seguito all'emanazione delle leggi eversive, la struttura è destinata a carcere mandamentale e a caserma dei Carabinieri.

## Confraternita di San Francesco d'Assisi
- Confraternita di San Francesco d'Assisi.

## Curiosità
La chiesa custodisce la vara La caduta, scultura lignea di Giuseppe Fiorello del 1911, raffigurante una delle numerose cadute di Gesù avvenute durante la salita al Calvario, alcune fonti ne enumerano sette. I premio e medaglia d'oro alla Esposizione nazionale di Roma del 1911 per l'intensità espressiva del volto del Cristo e per la commovente e drammatica esposizione scenica dell'evento. Ai vertici del basamento sono presenti angeli che reggono in mano gli strumenti della Passione.

## Galleria d'immagini

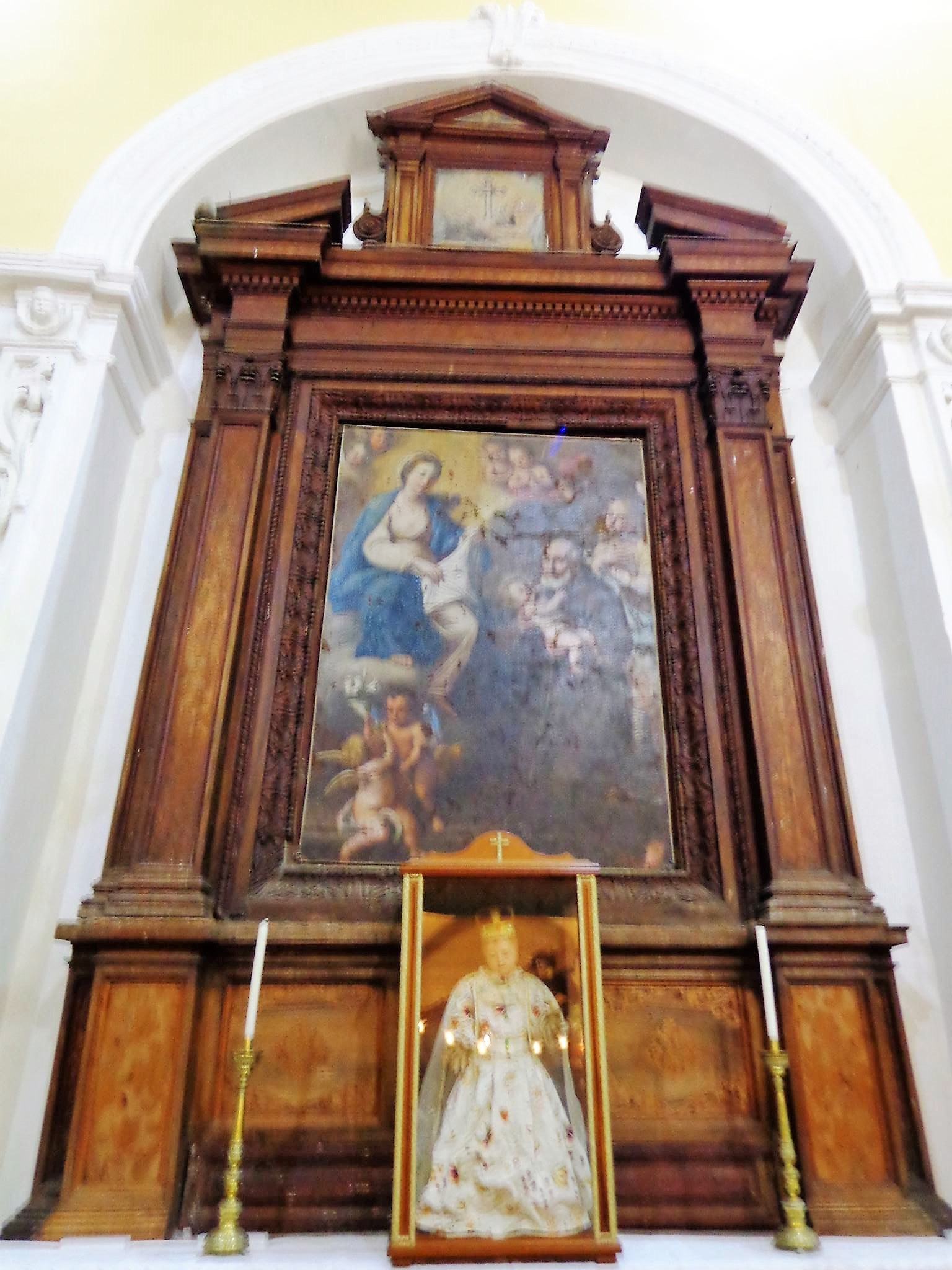
Altare San Felice da Cantalica
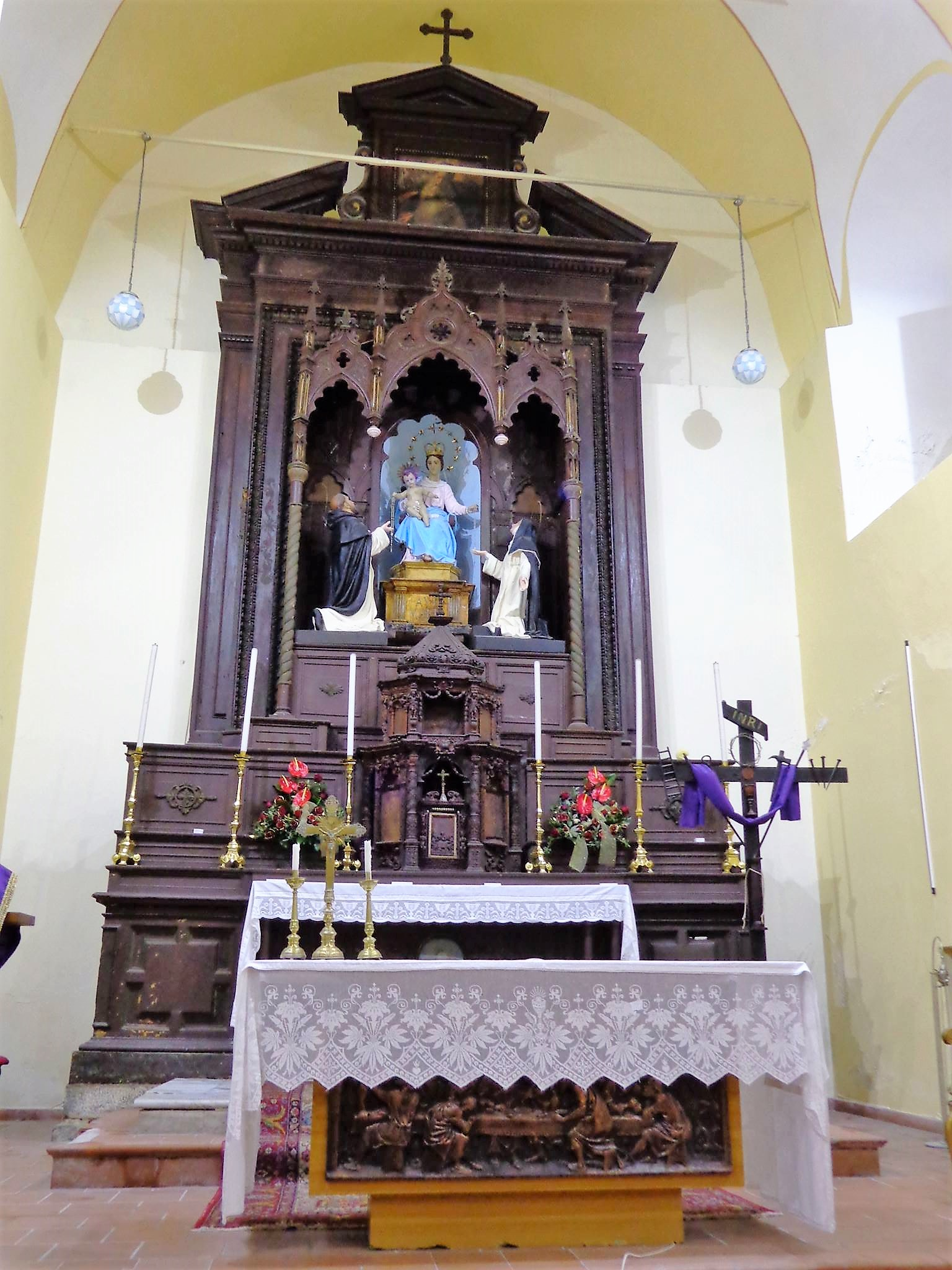
Altare maggiore.
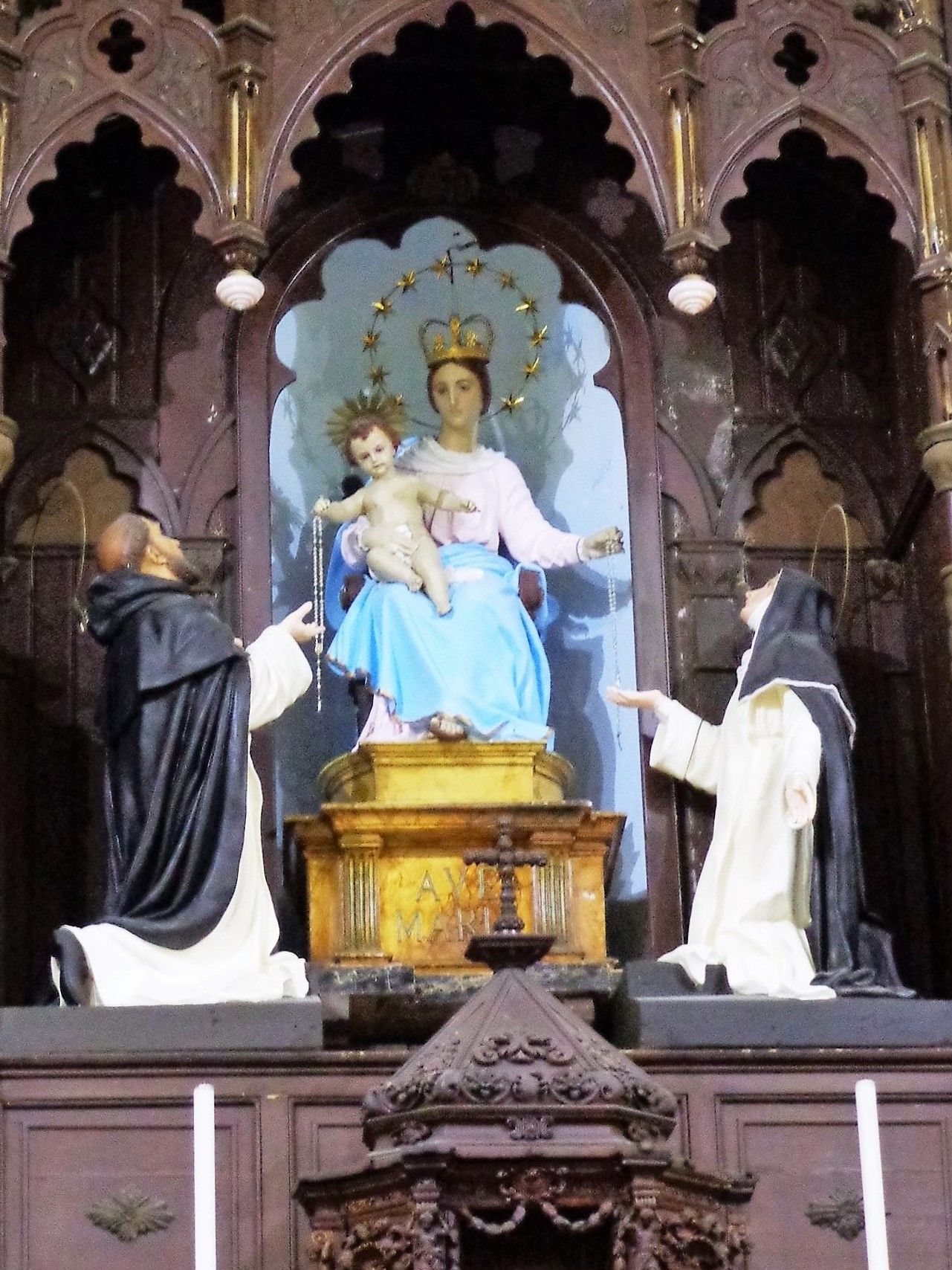
Altare maggiore, dettaglio.
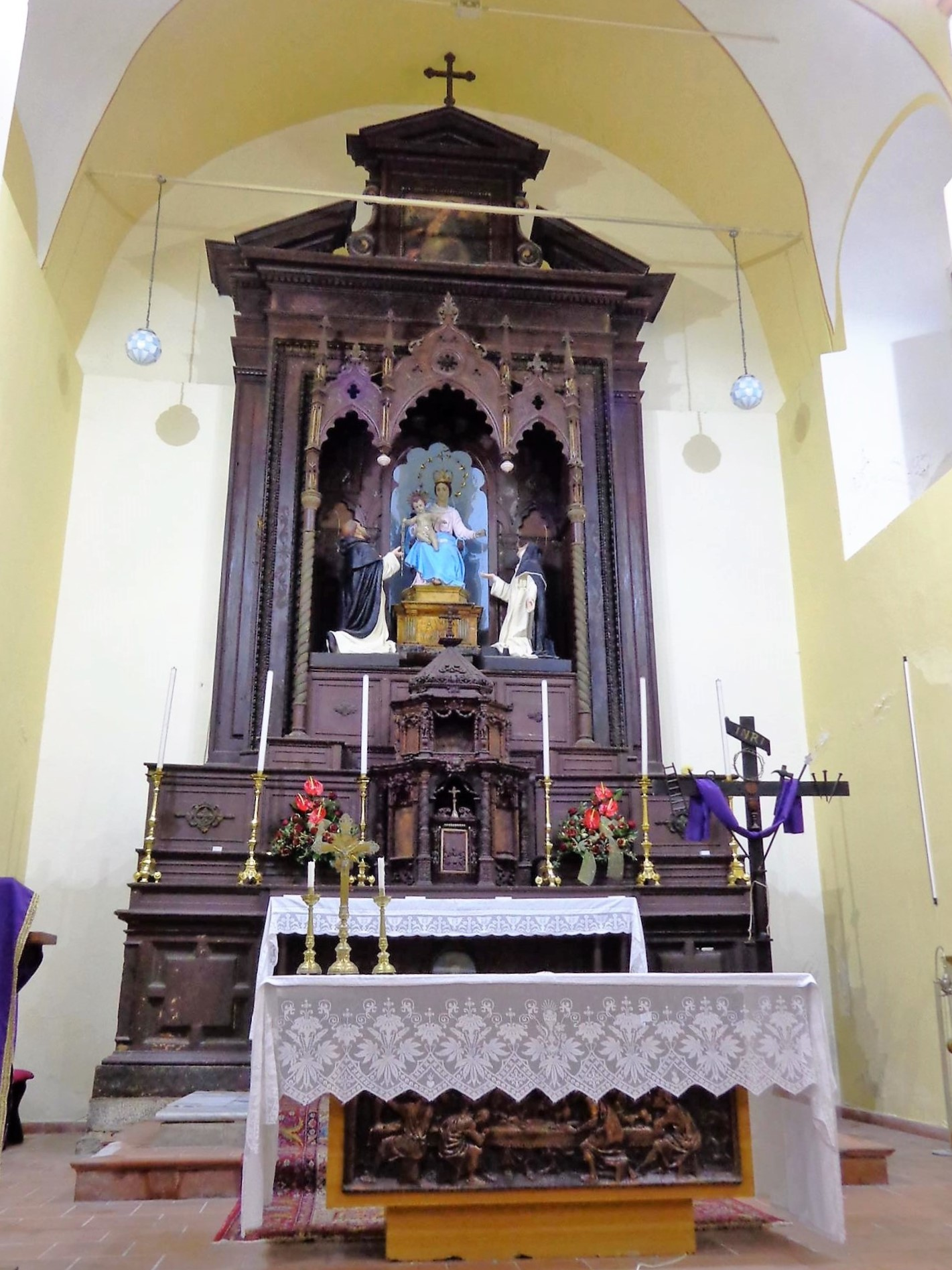
Altare maggiore.
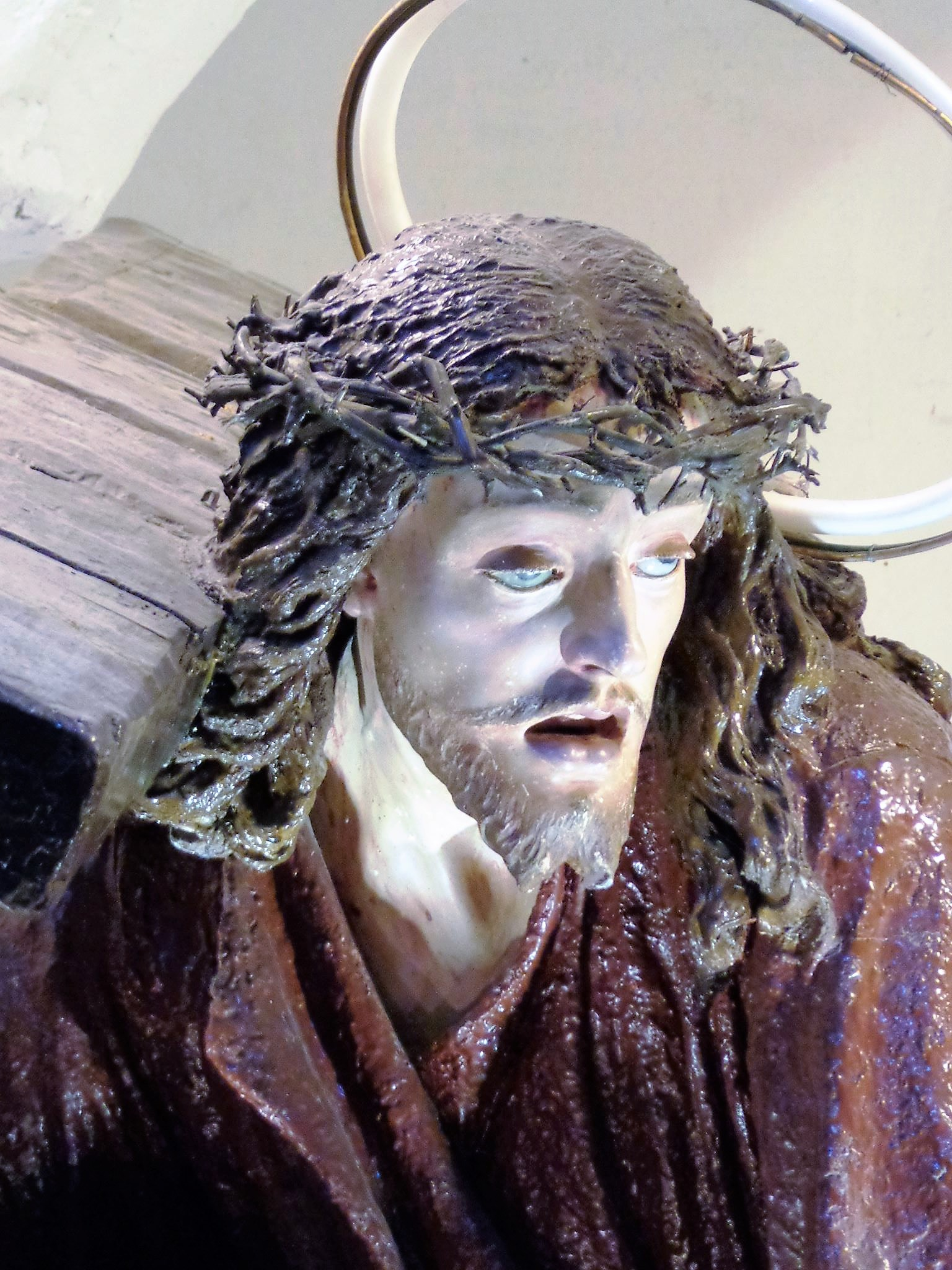
Vara Caduta, dettaglio.

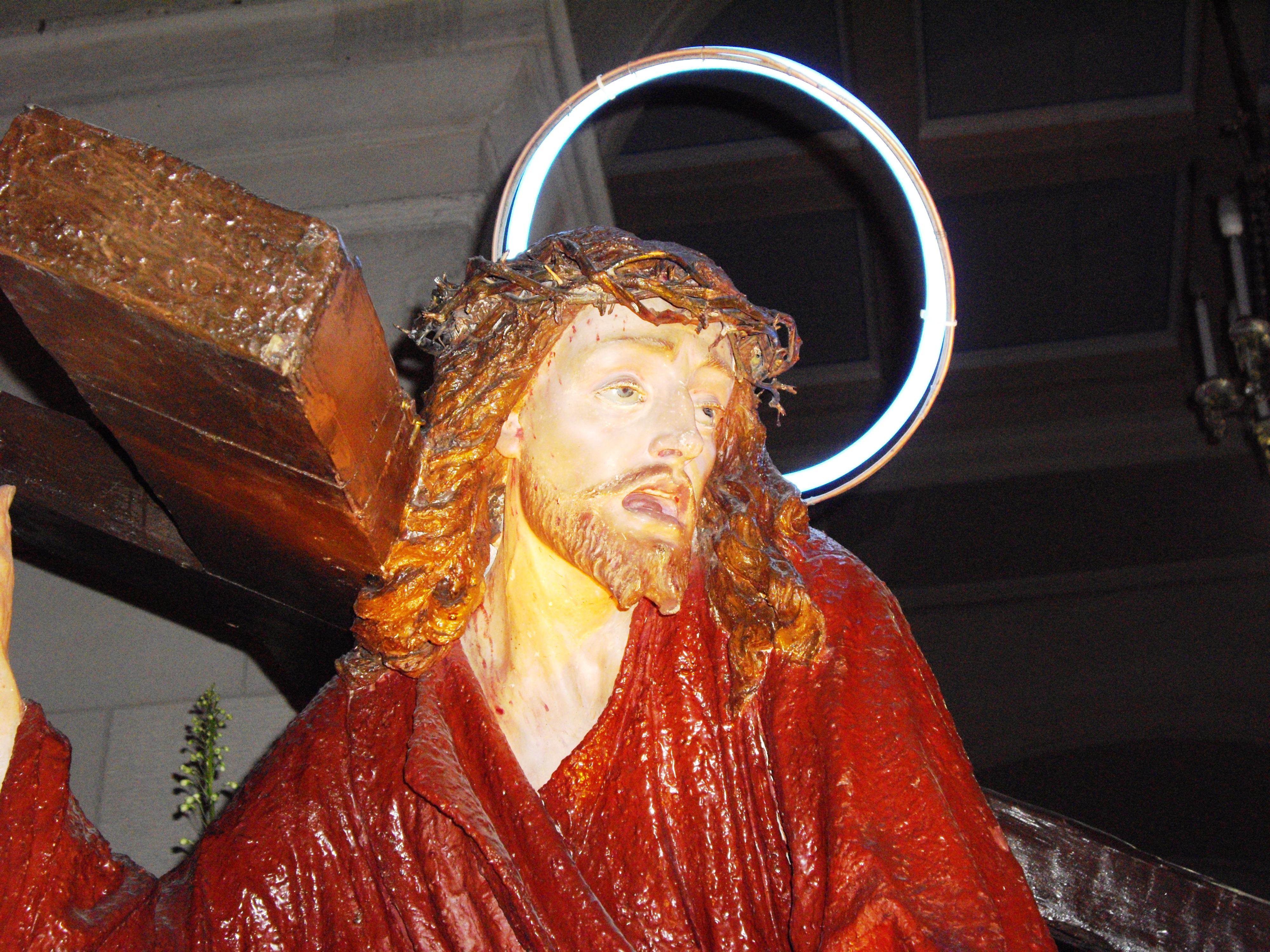
Vara Caduta.
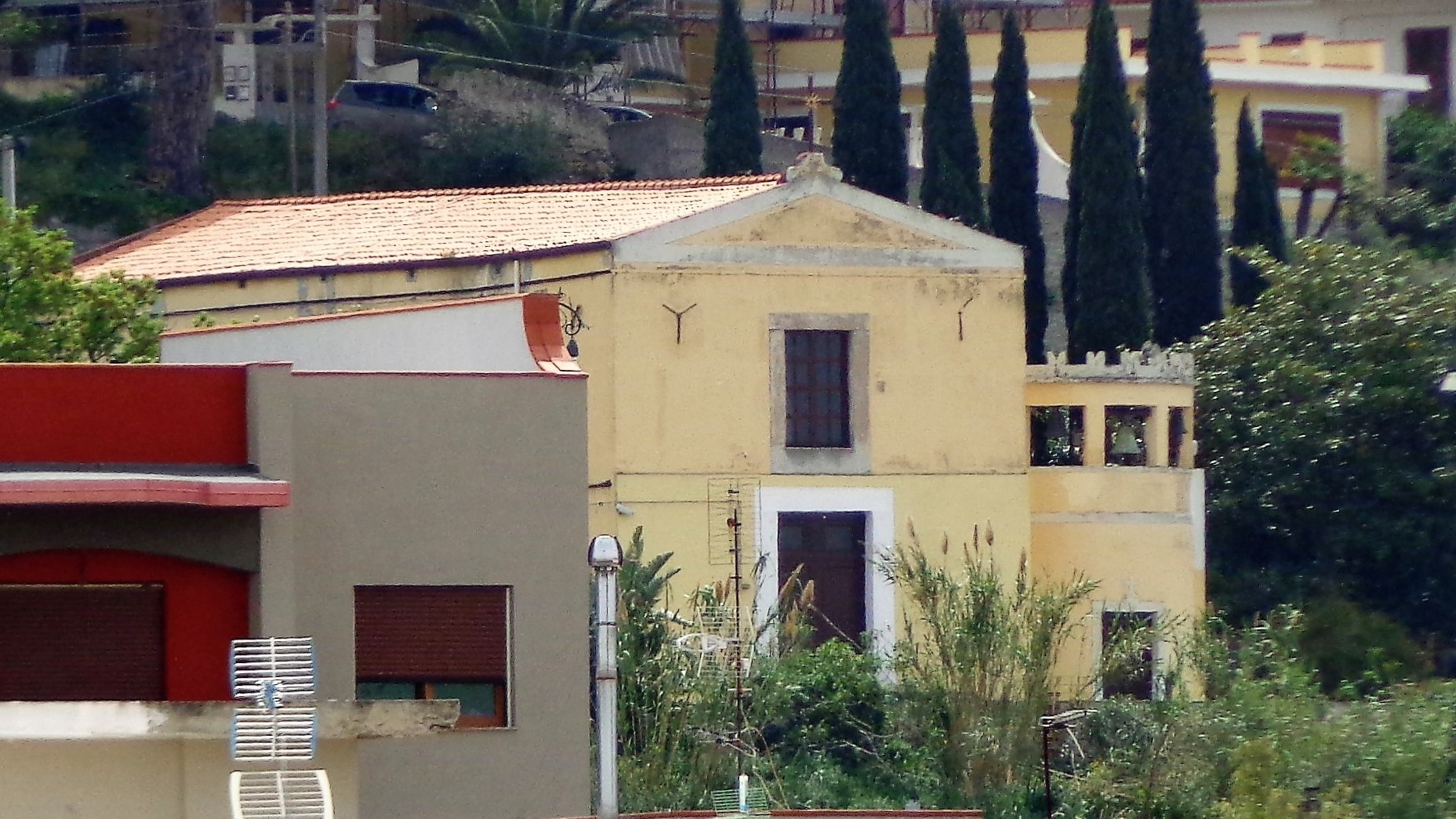
Veduta panoramica.
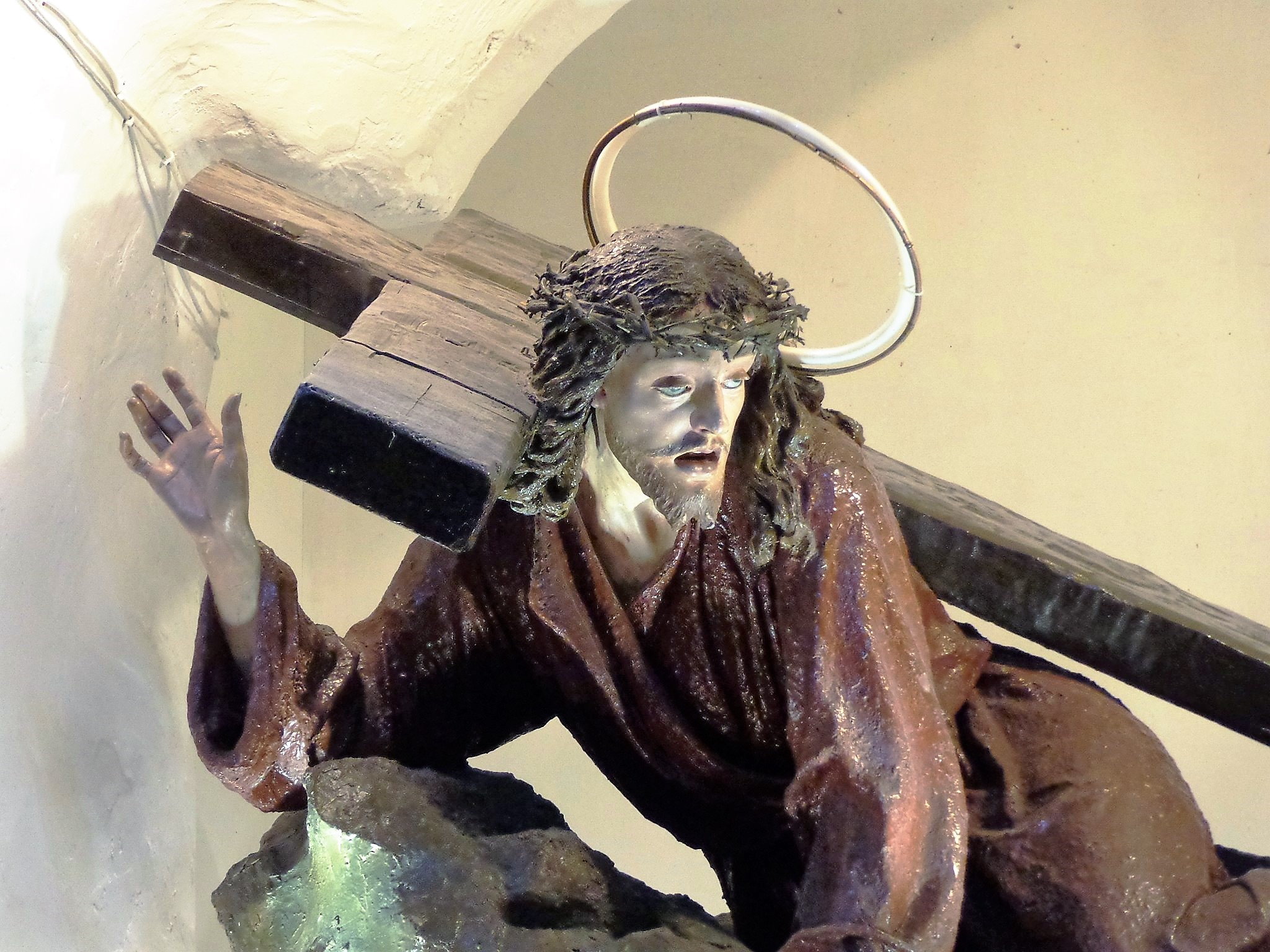
Vara Caduta.